# Cheirogaleus medius
Cheirogaleus medius là một loài động vật có vú trong họ Cheirogaleidae, bộ Linh trưởng. Loài này được É. Geoffroy mô tả năm 1812.

## Hình ảnh

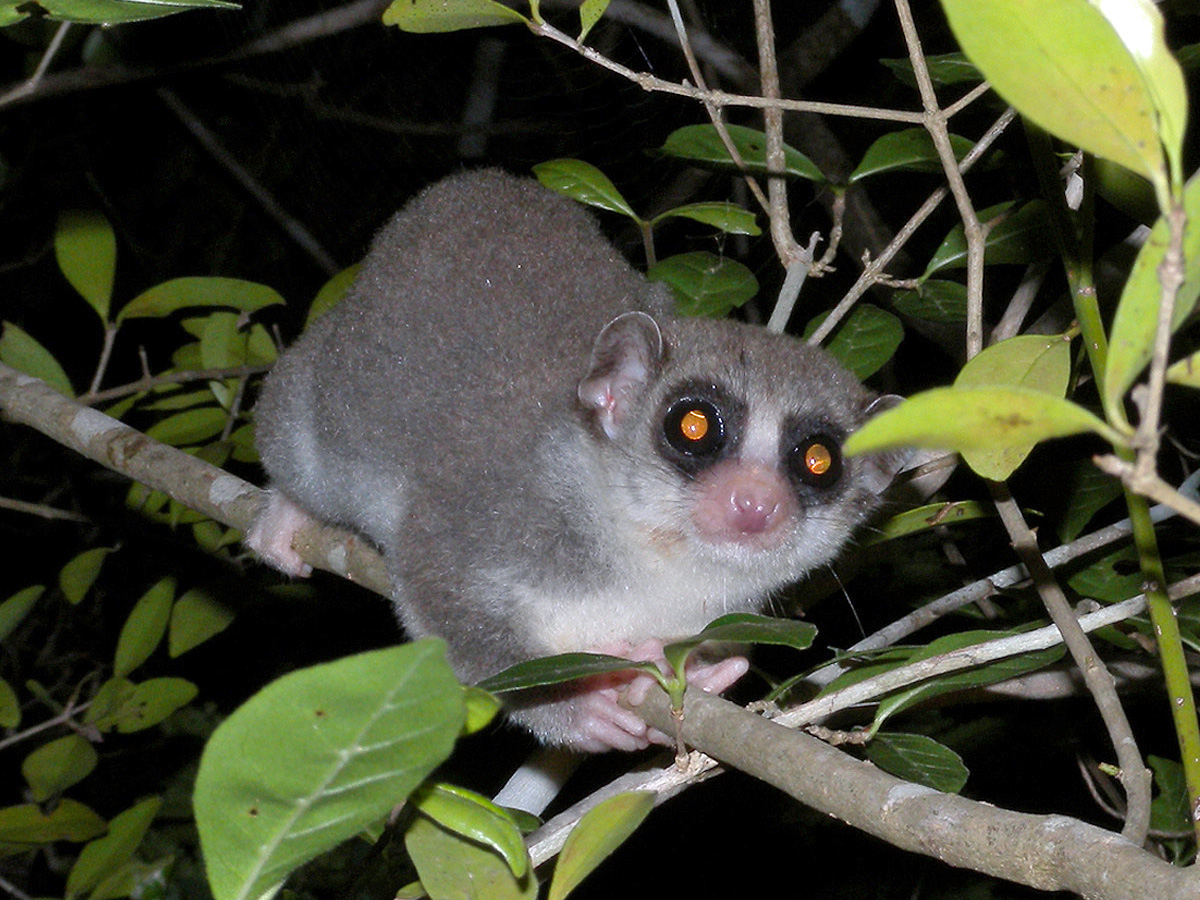
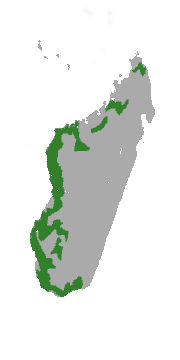